# Équipe de Pologne de curling
L'équipe de Pologne de curling est la sélection qui représente la Pologne dans les compétitions internationales de curling.
En 2017, l'équipe nationale est classé comme nation numéro 20 chez les hommes et 23 chez les femmes.

## Palmarès et résultats

### Palmarès masculin
Titres, trophées et places d'honneur
- Jeux Olympiques : aucune participation
- Championnats du monde : aucune participation
- Championnats d'Europe Hommes - Division B depuis 2012 (6 participation(s))
  - Meilleur résultat : 2ème en 2017

### Palmarès féminin
Titres, trophées et places d'honneur
- Jeux Olympiques : aucune participation
- Championnats du monde : aucune participation
- Championnats d'Europe - Division B depuis 2012 (6 participation(s))
  - Meilleur résultat : 5ème pour : Championnats d'Europe Femmes - Division B - Round Robin

### Palmarès mixte
Titres, trophées et places d'honneur
- Jeux Olympiques : aucune participation
- Championnat du Monde Doubles Mixte depuis 2015 (2 participation(s))
  - Meilleur résultat : 4ème pour : Championnat du Monde Doubles Mixte - Groupe C

### Palmarès curling en fauteuil
- aucune participation